# Penaeus kerathurus
La mazzancolla (Penaeus kerathurus (nome valido per WoRMS) (Melicertus kerathurus (nome valido per SeaLifeBase) Forskål, 1775, è un crostaceo decapode della famiglia Penaeidae.
Nel 2017 viene proposta ed infine istituita, dalla CONFSAL PESCA, la giornata internazionale della mazzancolla in data 7 settembre.

## Denominazioni dialettali italiane
La mazzancolla è conosciuta, nelle varie regioni italiane, con nomi dialettali diversi:
- Calabria: Gambero mazzincognu
- Campania: Mazzacuogno, 'o pesce, gammero 'e funnale
- Lazio: Mazzancolla
- Liguria: Sparnocchia
- Marche: Mazzancolla
- Puglia: Ammaro, Ammere, Lammaro
- Sicilia: Gambero barbuto, Gambero imperiale
- Toscana: Mazzancolla
- Veneto: Granzo, Massancola
- Venezia Giulia: Granzo

## Descrizione
Specie autoctona del Mar Mediterraneo conosciuta col nome comune di “mazzancolla”. Come tutti i crostacei, ha l'intero corpo rivestito da una corazza detta esoscheletro. La parte anteriore del corpo è costituita dalla fusione della testa col torace detta carapace e contiene tutti gli organi più importanti: sistema nervoso, branchie, cuore, stomaco. Essa è caratterizzata a sua volta da un rostro dentato (9-11 spine) e da una serie di carene, solchi e spine che hanno valore tassonomico. Dal carapace partono le antenne, recettori meccanici sensibili alle vibrazioni, e le antennule, con funzione olfattiva e di equilibrio rispetto alla gravità.
La parte edibile dell'animale è l'addome, a sua volta suddiviso in sei segmenti. Le appendici anteriori dette pereiopodi vengono utilizzate quando l'animale è appoggiato al substrato ed hanno funzione esplorativa e prensile. Le appendici al di sotto dell'addome dette pleopodi sono invece utilizzate per il nuoto. La parte caudale è formata da quattro segmenti detti uropodi che hanno funzione di timone nel nuoto e di remo nella tipica fuga all'indietro. Essa termina con una spina appuntita, il telson.
Ha colorazione biancastra tendente al rosa, al grigio. Alterna bande marroni-rossastre su carapace e segmenti addominali e macchie scure sulle pleure. Gli uropodi sono pigmentati e terminano con una striscia bluastra. La mutevole colorazione viene notevolmente influenzata dal tipo di fondale e dalla profondità alla quale viene pescato. Negli adulti il sesso è facilmente distinguibile per la presenza del petasma nei maschi e del thelycum nelle femmine, entrambi posti ventralmente tra carapace ed addome. Di medie dimensioni, può raggiungere ed anche oltrepassare i 20 centimetri in lunghezza ed i 100 grammi di peso.

## Biologia
Vive in acque costiere da 5 a 50 m, su fondali sabbiosi e misti a fango, talvolta sul detrito costiero. Ha abitudini marcatamente fossorie: nelle ore diurne resta infossato nel substrato ed esce solo dopo il tramonto fino all'alba. Da adulto vive in habitat marino, mentre allo stadio di postlarva e giovanile preferisce gli ambienti di estuario o le lagune dove la salinità è più bassa ed il nutrimento (a base di fitoplancton e zooplancton) è più abbondante.

## Valore nutritivo

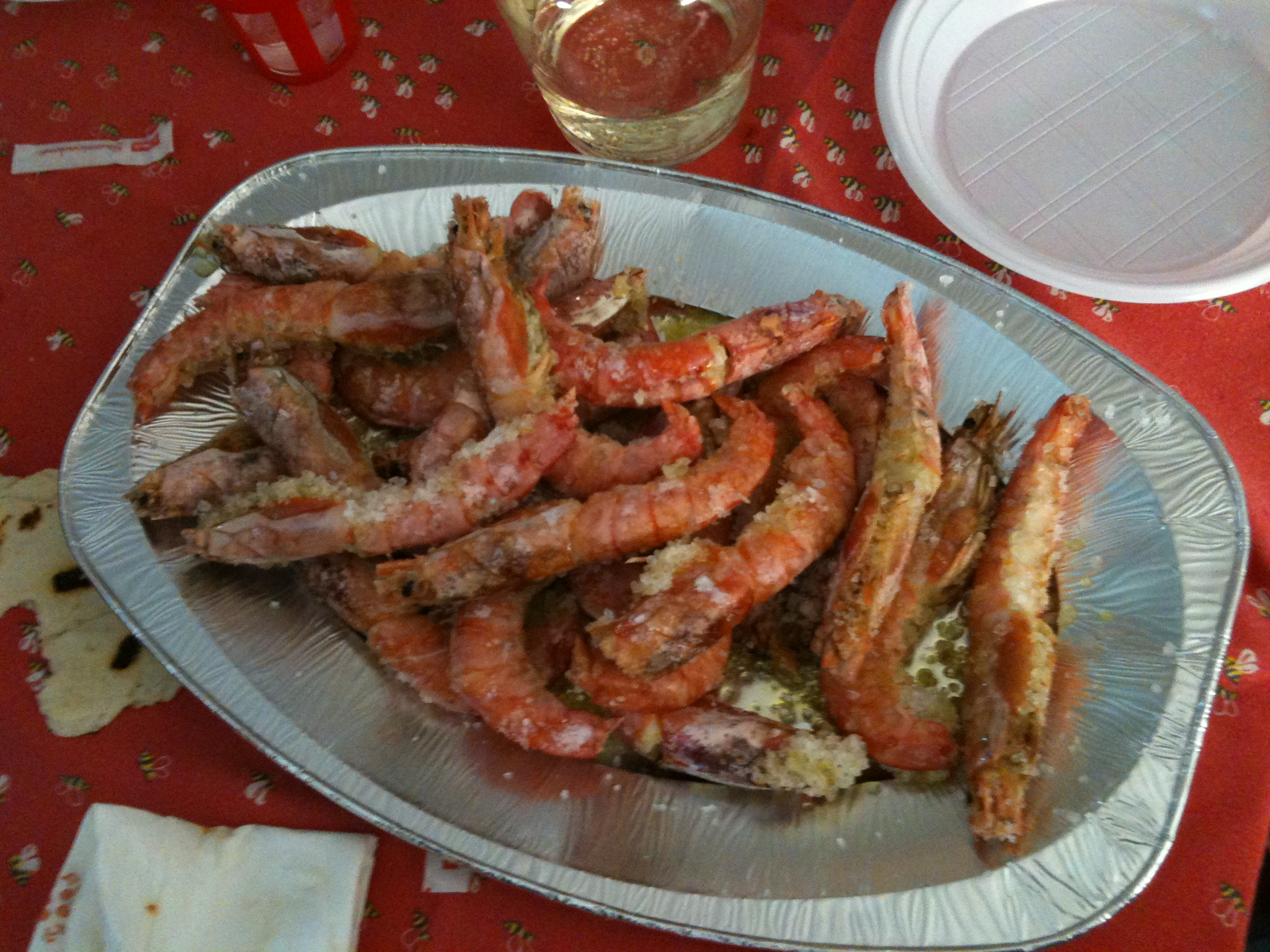
Vassoio di mazzancolle al sale

La sua carne è pregiata, con sapore delicato e con aroma gradevole e fine. In commercio la mazzancolla si può trovare fresca, con il guscio o sgusciata, ma anche congelata e precucinata. Contiene circa il 15% di proteine, mentre basse sono le percentuali di glucidi e di grassi. Per la scarsa presenza di grassi, è modesto anche l'apporto energetico, che resta al di sotto delle 100 kilocalorie.
È considerevole invece l'apporto di fosforo, calcio, ferro e le vitamine del complesso B tiamina, riboflavina e niacina. Il contenuto di colesterolo si aggira invece sui 150 mg per 100 grammi. Per il buon valore delle sue carni e per la loro grande duttilità gastronomica, la mazzancolla si presta ad una notevole quantità di ricette.